# 鐵比蘇省
7°16′N 5°29′W / 7.267°N 5.483°W
[[Image:Tiébissou Department locator map Côte d'Ivoire.jpg|rig
鐵比蘇省（法語：Tiébissou），是科特迪瓦的省份，位於該國中部湖泊區，由貝利耶大區負責管轄，東面是迪迪埃維省，成立於1998年，2014年該省份人口為98,734。